# José María Colomer Fonts
José María Colomer Fonts   (26 de juliol de 1942 - 16 de juny de 2019) va ser un autor de còmics català.
La seua carrera professional comença als anys 70 dins l'editorial Bruguera, on dibuixaria sèries com Chiton Se Rueda!, Gaspar Mastropicio i Publicidad OK a revistes com Din Dan. El 1978 s'afilia a l'Studio Recreo i comença la seua carrera com il·lustrador d'historietes dels personatges amb llicència Disney. D'ençà ha dibuixat historietes de l'Ànec Donald o fins i tot de José Carioca per a empreses daneses, holandeses o italianes.